# Alexander Grimm
Alexander Grimm (Augsburg, 1986. szeptember 6. –) német kajakos, a 2008. évi nyári olimpiai játékok bajnoka kajakszlalom egyéni versenyében. Grimm ún. sportkatona, aki sporttevékenységét a német hadsereg állományán belül folytatja. Klubja az augsburgi Kanu Schwaben, fő versenyszáma a kajak szlalom. 2002-ben és 2004-ben junior korosztályos német bajnoki címet szerzett. A férfiak versenyében 2005 és 2007 között háromszor nyert csapatbajnoki címet, míg 2007-ben az egyéni bajnoki címet is begyűjtötte. 2002 és 2004 között a német junior válogatott tagja volt. 2002-ben a csapatával ezüstérmet szerzett a juniorok világbajnokságán, 2003-ban a junior Európa-bajnokságon egyéniben bronzot, csapatban pedig aranyérmet harcolt ki.
2005 óta a német férfiválogatott tagja. 2007-ben Brazíliában csapatban világbajnoki címet szerzett. Ugyanebben az évben a prágai EB-n ezüstérmes lett. 2008 augusztusában ő nyerte a német olimpiai csapat első pekingi aranyérmét.